# Zafar (Yémen)

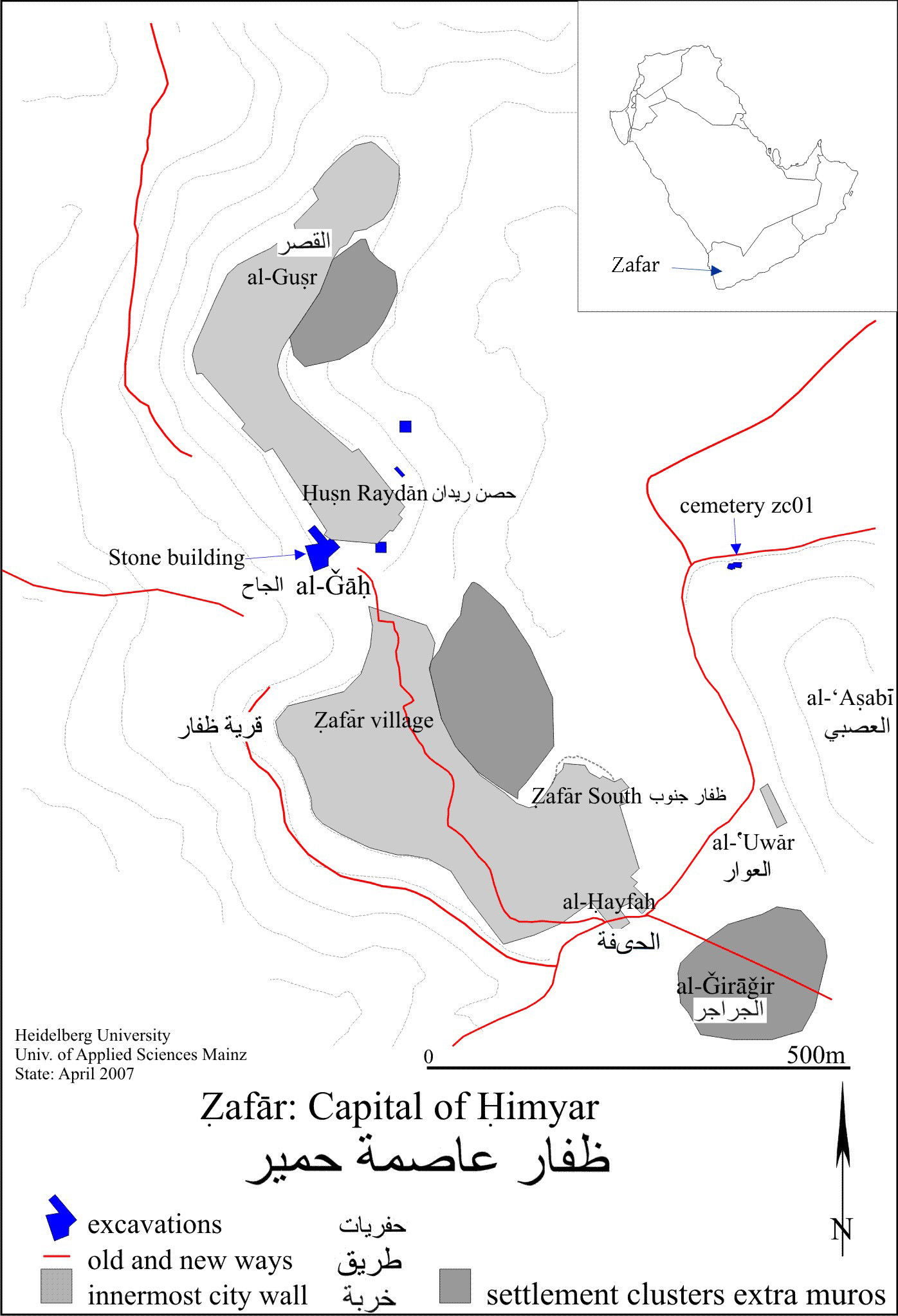
Plan du site archéologique de Zafar, environ 500 apr. J.-C.

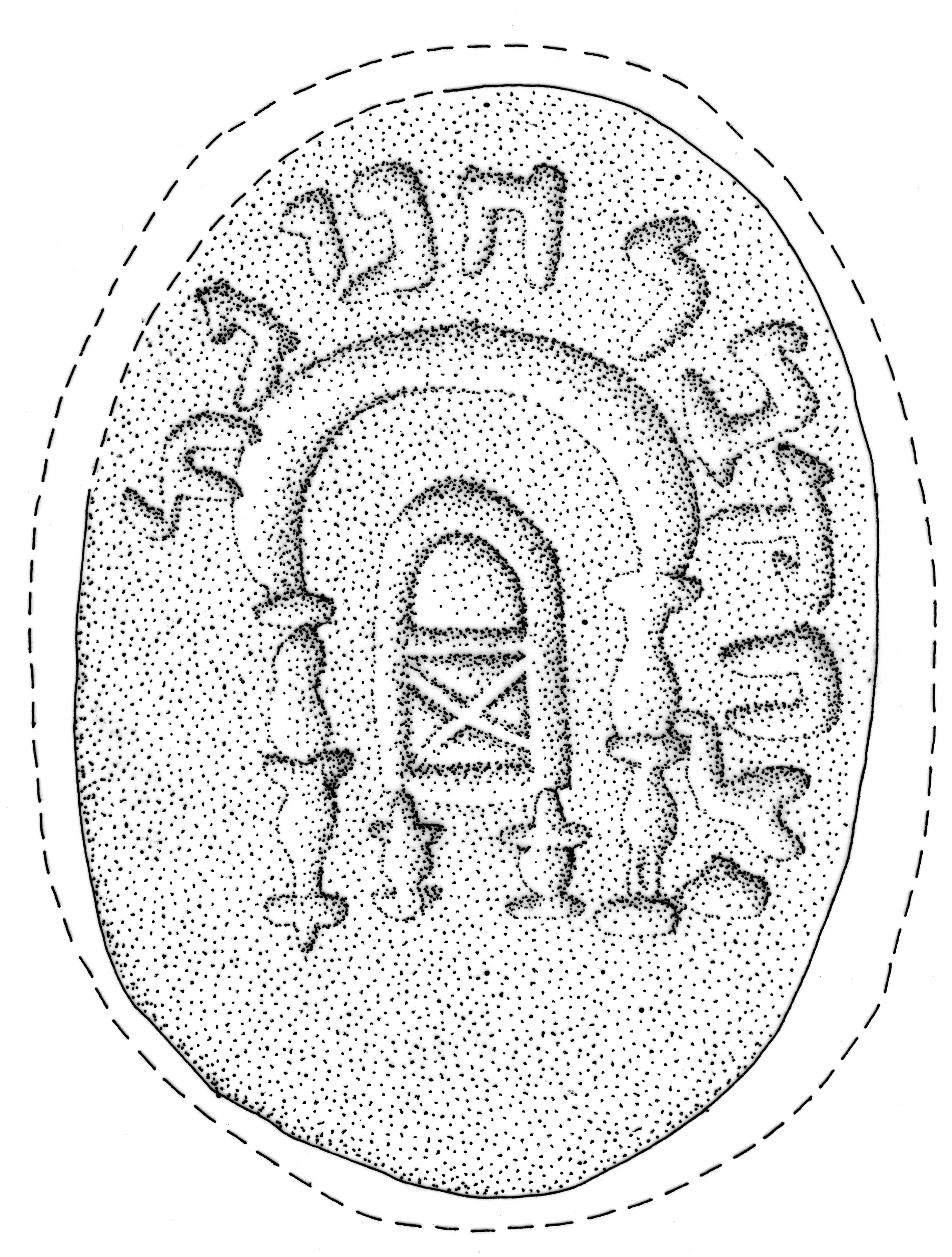
Anneau de pierre de la barre de Yishak Hanina avec un sanctuaire Torah, entre 330 av. J.-C. et 200 apr. J.-C.

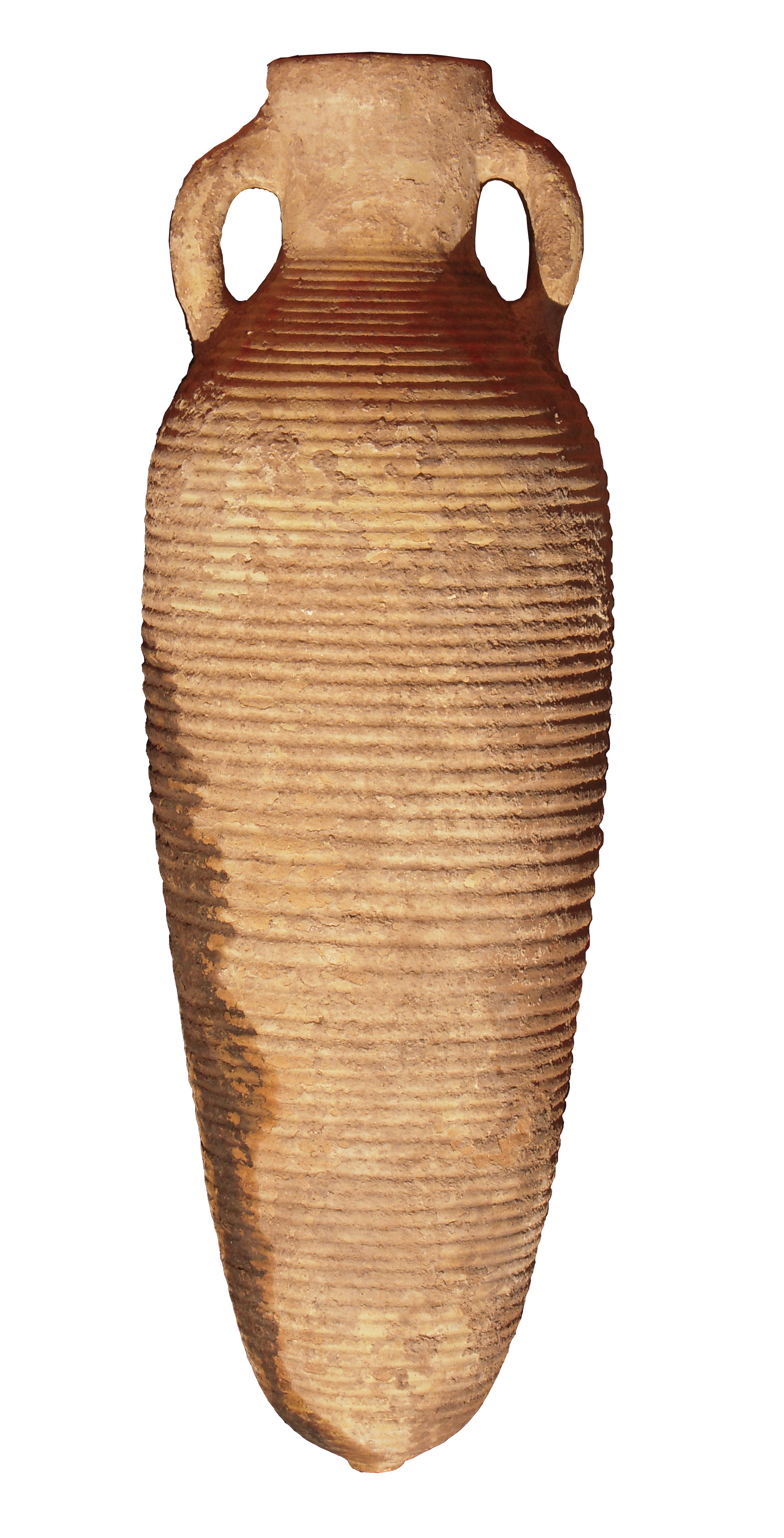
Amphore, période romaine tardive, de Zafar, trouvée à Aqaba (Jordanie), 400-550 apr. J.-C.

Zafar ou Dhafar (arabe : ظفار), Ðafār ("ẓfr" en vieux sudarabique), Tapharon en grec, et Sapphar en latin, est un ancien site himyarite, au Yémen, à environ 130 km au sud-sud-est de la capitale Sanaa, à ne pas confondre avec son homonyme omanais plus récent.
Situé dans les hauts-plateaux, à une altitude de 2800 mètres, à 10 km de Yarim, le site a été, avant la conquête axumite, la capitale de la confédération tribale himyarite, qui, de 110 av. J.-C. à 525 apr. J.-C., a dirigé la majeure partie de la péninsule arabique, à son apogée, avec ses alliés, jusqu'à l'Euphrate. 

## Histoire
Les débuts de l'installation sont obscurs. 
Les sources principales sont les inscriptions en sudarabique ancien, ou musnad, datées du Ier siècle av. J.-C.
La ville est mentionnée dans l'Histoire naturelle de Pline l'Ancien, dans l'anonyme Périple de la mer Érythrée (IIe siècle apr. J.-C.), ainsi que dans la Geographie de Claude Ptolémée (original du IIe siècle apr. J.-C.). Vraisemblablement, à l'époque médiévale, les coordonnées de la carte de Ptolémée ont été incorrectement copiées ou rectifiées afin que les cartes suivantes situent la métropole Sepphar à Oman, et non plus au Yémen. Les sources écrites sont nombreuses, mais hétérogènes en valeur informationnelle. 
Des textes chrétiens donnent quelque lumière sur la guerre entre les Himyarites et les Axumites (523 - 525). 
La Vita de Gregentios serait un faux pieux créé par des moines byzantins, et qui mentionne un évêque qui aurait eu son siège à Zafar.
Quelques découvertes isolées du début de la période himyarite (110 av. J.-C. - 270 apr. J.-C.) ont probablement été amenées sur le site. La plupart des ruines et découvertes semblent appartenir à la période de l'empire (270 - 525). Quelques inscriptions d'après-guerre existent sur le site, mais peu d'objets de la période tardive sont identifiables. Le site offre peu d'indications d'une occupation jusqu'à une époque récente. 
La grande ville de Sanaa, avec sa forteresse de Ghumdan, a remplacé Zafar comme capitale, probablement entre 537 et 548, mais aucune tradition textuelle ne signale sa destruction. 

## Le site
Le plan montre une surface rectangulaire d'environ 110 hectares, mais d'occupation à densité inégale. C'est le second plus grand site archéologique en Arabie après Marib.
Une première installation est manifeste à l'intérieur et à l'extérieur des lignes de défense de la ville antique, estimées à une longueur de 4000 m. La forteresse principale est toujours appelée le Raydan Husn. 
Un texte de l'auteur yéménite médiéval al-Hamdani mentionne les noms des portes de la ville, dont la plupart sont nommés d'après la ville de destination. 
Les ruines principales comprennent des tombes et, sur le flanc sud-ouest du Raydan Husn, une cour carrée pavée de 30 m de côté, d'usage inconnu, à la sortie des chambres souterraines et des tombeaux. Immédiatement au nord se trouve une rangée de pièces de stockage. Le Raydan Husn et al-Gusr (arabe standard Al-Qasr), à 300 m au nord, ont été autrefois une fortification à l'intérieur même des murs de la ville. Raydan Sud a également été fortifié, et mieux préservé. Des inscriptions sudarabiques mentionnent cinq palais royaux à Zafar: Hargab, Kallanum, Kawkaban, Shawhatan et Raydan, le palais de l'état, ainsi que d'autres, plus petits, comme Yakrub. 
D'autres installations himyarites sont à proximité : Maṣna'at Mariya, l'ancienne Samiʻān, et le Ǧabal al-'Awd, à 25 km à vol d'oiseau au sud-est.

## Points actuels d'intérêt
La ville hébergeait des communautés polythéistes, juives et chrétiennes. Et probablement des chrétiens monophysites dominaient au début du VIe siècle. L'anneau de pierre de Yishak bar Hanina est la preuve d'une présence ancienne possible de Juifs en Arabie du Sud. Mais, étonnamment, peu de preuves existent sur les réalités concrètes et les coutumes de ces religions, loin de leurs centres. Une image excavée de 1,70 m de haut d'une figure couronnée représente un roi chrétien qui porte une couronne d'apparence aksoumite - la seule image de cette religion ancienne à survivre.
Du IIIe siècle au début du VIe siècle, Zafar a été une ville internationale très animée, avec un commerce florissant. Une preuve en est les amphores d'époque romaine tardive, dont beaucoup ont été produites à Aqaba, en Jordanie, un centre où les marchandises étaient chargées, ré-emballées et réexportées.
Le paysage actuel semble largement inférieur à celui qui a fourni la base des ressources pour la confédération tribale himyarite. L'eau est rare, les sols des hautes terres sont chroniquement érodés, le couvert forestier est éliminé. Vu l'épuisement des ressources naturelles, les guerres civiles et les épidémies, la population période himyarite semble avoir décliné, en particulier au VIe siècle. Aujourd'hui, environ 450 agriculteurs occupent le site de l'ancienne capitale.
La cartographie et l'excavation ont été poursuivies par l'Université de Heidelberg de 1998 à 2010. En 2002, le musée du site a été réinstallé. En 2010, le site des constructions en pierres a été couvert, et les mesures de conservation ont été engagées.

## Sources
- Albrecht Berger (ed.), Life and Works of Saint Gregentios, Archbishop of Taphar… Millennium Studies in the Culture and History of the First Millennium C.E. vol. 76 (2006)
- Walter W. Müller, Himyar, Reallexikon für Antike und Christentum, v. 15 (Stuttgart 1991) 303-331
- Walter W. Müller, Encyclopedia of Islam 11 fasc. 185-186 (2001) 379-380 s.v. Zafar
- Paul Yule et al., Zafār, Capital of Himyar, Ibb Province, Yemen First Preliminary Report: 1998 and 2000, Second Preliminary Report: 2002, Third Preliminary Report: 2003, Fourth Preliminary Report: 2004, Archäologische Berichte aus dem Yemen 11 (Mainz 2007 [2008]) 479–547, pls. 1–47 + CD-ROM, ISSN 0722-9844,  (ISBN 978-3-8053-3777-9)

digital version: * 
- K. Franke/M. Rösch/C. Ruppert/P. Yule, Ẓafār, Capital of Ḥimyar, Sixth Preliminary Report, February–March 2006, Zeitschrift für Orient-Archäologie 1, 2008 [2009] 208–245,  (ISBN 978-3-11-019704-4) *
- Paul Yule Ẓafar, Capital of Ḥimyar, Seventh Preliminary Report, February–March 2007 and February–March 2008,*
- Paul Yule Ẓafar, Capital of Ḥimyar, Eighth Preliminary Report, February–April 2009, *
- Paul Yule, The Gates of Ḥimyarite Ẓafār, Chroniques yéménites 14, 2007, 1–13, ISSN 1248-0568, *
- Paul Yule, Himyar-Spätantike im Jemen/Late Antique Yemen (Aichwald 2007)  (ISBN 978-3-929290-35-6)
- Armin Kirfel/Winfried Kockelmann/Paul Yule, Non-destructive Chemical Analysis of Old South Arabian Coins, 4th Century BCE – 3rd century, Archeometry vol. 53, 2011, Online  (ISSN 1475-4754)

Cet article est une adaptation du site de wikipedia en allemand.